# Marc Almond
Peter Mark Sinclair Almond, de nom artístic Marc Almond (nascut el 9 de juliol de 1957) És un cantant, músic i compositor anglès. Va saltar a la fama com a cantant del duo Soft Cell d'estil synthpop/new wave, que cofundà amb David Ball, fama que consolidà amb la seva trajectòria en solitari un cop el duo es va dissoldre a mitjan dècada de 1980.
Algunes col·laboracions destacades són fent duet amb Gene Pitney amb el qual aconseguiren col·locar llur senzill "Something's Gotten Hold of My Heart" al número u de la llista britànica en 1989. La carrera d'Almond s'estén durant quatre dècades amb èxits comercial de crítica, i ha venut vora 30 milions de discs per tot el món. Com a fet destacat, romangué un mes en coma després d'un quasi mortal accident de motocicleta en 2004. Més tard es va convertir en mecenes de l'organització benèfica per afectats de danys cerebrals Headway.
Va ser nomenat Oficial de l'Ordre de l'Imperi Britànic (OBE) en els premis d'Any Nou de 2018 pels serveis a les arts i la cultura.
Almond ha conreat sempre una veu espiritual i una imatge andrògina que ha esdevingut icònica en ell.

## Infantesa
Almond nasqué en Southport, Merseyside, fill de Sandra Mary Diesen i Peter John Sinclair Almond, un segon tinent del Regiment Reial de Liverpool. Va ser criat a prop a casa dels seus avis a Birkdale amb la seva germana petita, Julia, i de petit patia bronquitis i asma. Quan tenia quatre anys, van deixar la casa dels seus avis i es van traslladar a Starbeck, Harrogate. Dos anys més tard van tornar a Southport, i després es van traslladar a Horsforth, West Yorkshire. Allà, va assistir a l'escola infantil Horsforth Featherbank.
Almond es va presentar a la Politècnica de Leeds, on va ser entrevistat per Jeff Nuttall, també artista de performance, que el va acceptar gràcies a les seves habilitats interpretatives. Durant el seu temps a la universitat d'art, va fer una sèrie de peces de teatre de performance: Zazou, Glamour in Squalor, Twilights i Lowlifes, així com mini-pel·lícules inspirades en Andy Warhol. Zazou va ser visualitzat pel crític de The Yorkshire Evening Post i descrit com "una de les peces depriments més nihilistes que mai he tingut la desgràcia de veure", va fer que Almond es referís més tard com un "èxit" a la seva autobiografia.
Més tard va acreditar l'escriptora i artista Molly Parkin haver-lo descobert. Va ser a Leeds Polytechnic on Almond va conèixer David Ball, un company d'estudis; van formar Soft Cell el 1977.
De petit, Almond escoltava la col·lecció de discs dels seus pares, que incloïa "Let's Dance" de Chris Montez per part de mare i "The Twist" de Chubby Checker, així com la col·lecció de jazz de son pare, on hi havien Dave Brubeck i Eartha Kitt. D'adolescent, Almond escoltava Radio Caroline i Radio Luxembourg. Escoltà primer música progressiva, blues i rock, amb bandes com ara Free, Jethro Tull, Van der Graaf Generator, The Who, i The Doors. Va comprar el primer número del magazine Sounds perquè contenia un pòster gratuït Jimmy Page. Esdevingué fan de Bolan després d'escoltar-lo en The John Peel Show, tot seguit comprant el senzill de T. Rex "Ride a White Swan". A partir d'aleshores, Almond seguí tot el que feu Marc Bolan i va ser la seva obsessió per Bolan la que va fer que Almond adoptés la grafia "Marc" del seu nom. Descobrí els sons de Jacques Brel mitjançant Bowie, així com d'Alex Harvey i Dusty Springfield. Brel es convertí en una influència important.

## Carrera

### dècada de 1980
Almond i Dave Ball van formar el duo Soft Cell basat en sintetitzadors i van signar amb el segell Some Bizzare. Els seus èxits inclouen "Tainted Love" (Regne Unit núm. 1), "Bedsitter" (Regne Unit núm. 4), "Say Hello, Wave Goodbye" (Regne Unit núm. 3), "Torch" (Regne Unit núm. 2), "What !" (Regne Unit núm. 3), "Soul Inside" (Regne Unit núm. 16) i l'èxit "Memorabilia". El primer llançament de Soft Cell va ser un disc independent (finançat per la mare de Dave Ball) titulat "Mutant Moments" a través de Red Rhino Records el 1980.
"Mutant Moments" va cridar l'atenció de l'empresari musical Stevo Pearce, que en aquell moment estava compilant una llista "futurista" per al diari musical Record Mirror and Sounds que presentava grups joves, emergents i experimentals de la nova onada del so electrònic. Va signar el duet amb el seu segell Some Bizzare i van gaudir d'una sèrie de nou singles d'èxit del Top 40 i quatre àlbums del Top 20 al Regne Unit entre 1981 i 1984. Van gravar tres àlbums a Nova York amb el productor Mike Thorne: Non-Stop Erotic Cabaret, Non Stop Ecstatic Dancing i The Art of Falling Part. Almond es va involucrar amb l'Escena d'Art Underground de Nova York en aquest moment amb l'escriptora/DJ Anita Sarko, la qual cosa el va portar a conèixer artistes com Andy Warhol i actuar en diversos esdeveniments d'art.
"Tainted Love", una versió d'un clàssic de Gloria Jones Northern Soul, va ser número u al Regne Unit i a molts països del món, i va estar al Llibre Guinness dels Rècords durant un temps com l'enregistrament que va passar més temps al Billboard Top 100 als Estats Units. També va guanyar el premi al millor senzill de 1981 als primers Brit Awards. Soft Cell va portar a l'atenció del públic un clàssic oblidat del Northern Soul i la seva versió de la cançó és, fins ara, el 59è senzill més venut de tots els temps al Regne Unit, amb més d'un milió de còpies venudes al Regne Unit.
Marc també es va fer amic de JG Thirlwell i, el 1983, com Clint Ruin, Thirlwell va actuar amb Soft Cell al programa de Channel 4 The Switch. En Marc va viatjar a Nova York amb Thirlwell i Nick Cave, on van formar part de The Immaculate Consumptive amb Lydia Lunch. Almond i Thirlwell van continuar treballant junts, i finalment van culminar amb el senzill Flesh Volcano el 1987.
El 1982, Almond va formar Marc and the Mambas com a projecte derivat de Soft Cell. Marc and the Mambas va ser un col·lectiu experimental inestable que va establir la plantilla per a l'artista que esdevindria Almond. Els Mambas van incloure en diversos moments Matt Johnson, Steve James Sherlock, Lee Jenkinson, Peter Ashworth, Jim Thirlwell i Anni Hogan, amb qui Almond va treballar més tard en la seva carrera en solitari. Sota el sobrenom de Mambas, Almond va gravar dos àlbums, Untitled i el doble àlbum Torment and Toreros. Va dissoldre el col·lectiu quan va començar a percebre'l massa com una banda normal.
Soft Cell es va dissoldre el 1984 just abans del llançament del seu quart àlbum, This Last Night in Sodom, però el duet es va reunir breument el 2001.
El primer àlbum en solitari d'Almond va ser Vermin in Ermine, publicat l'any 1984. Produït per Mike Hedges, comptava amb músics del grup Mambas, Annie Hogan, Martin McCarrick i Billy McGee. Aquest conjunt, conegut com The Willing Sinners, va treballar al costat d'Almond per als àlbums posteriors Stories of Johnny (1985) dels quals la cançó principal es va convertir en un èxit menor, i Mother Fist and Her Five Daughters (1987), també produït per Mike Hedges. Aquest darrer àlbum va ser molt aclamat en les crítiques, amb Ned Raggett que va escriure que l'àlbum 'Mother Fist' "abraça el cabaret europeu clàssic amb un efecte meravellós, més que qualsevol àlbum de rock americà o anglès des d'Aladdin Sane de Bowie o Berlín de Lou Reed".
McCarrick va deixar The Willing Sinners el 1987 per unir-se a Siouxsie and the Banshees, a partir d'aquest moment Hogan i McGee es van conèixer com La Magia. Almond va signar amb EMI i va llançar l'àlbum The Stars We Are el 1988. Aquest àlbum va incloure la versió d'Almond de "Something's Gotten Hold of My Heart", que més tard va ser regravada com a duet amb el cantant original de la cançó, Gene Pitney, i llançada com a senzill. La pista va arribar al número 1 al Regne Unit. També va assolir el número u a Alemanya i va ser un gran èxit a països d'arreu del món. The Stars We Are es va convertir en el seu àlbum en solitari més venut als Estats Units, i el senzill "Tears Run Rings" es va convertir en el seu únic senzill en solitari que va assolir el pic dins del Billboard Hot 100 dels EUA.
Els altres enregistraments d'Almond als anys 80 incloïen un àlbum de cançons de Brel, anomenat Jacques, i un àlbum de cançons fosques franceses interpretades originalment per Juliette Gréco, Serge Lama i Léo Ferré, així com poemes de Rimbaud i Baudelaire musicats. Aquest àlbum es va publicar l'any 1993 com a Absinthe, i es va gravar inicialment a finals dels anys vuitanta i posteriorment es va acabar a París a principis dels noranta.

### dècada de 1990
El primer llançament d'Almond a la dècada de 1990 va ser l'àlbum Enchanted, que va generar l'èxit del Top 30 del Regne Unit "A Lover Spurned". Un altre senzill de l'àlbum, "Waifs and Strays", va ser remesclat per Dave Ball, que ara estava a la banda de dance electrònic The Grid. El 1991, Soft Cell va tornar a les llistes amb un nou remix de "Say Hello Wave Goodbye" seguit d'una reedició de "Tainted Love" (amb un nou vídeo). Els senzills es van publicar per promocionar un nou àlbum recopilatori de Soft Cell/Marc Almond, Memorabilia - The Singles, que va recollir alguns dels èxits més importants de la carrera d'Almond al llarg dels deu anys anteriors. L'àlbum va arribar al Top 10 del Regne Unit.
Després, Almond va signar amb WEA i va llançar un nou àlbum en solitari, Tenement Symphony. Produït en part per Trevor Horn, l'àlbum va donar tres èxits del Top 40, incloent interpretacions del clàssic de Jacques Brel "Jacky" (que va arribar al Top 20 del Regne Unit) i "The Days of Pearly Spencer" que va tornar Almond al Top 5 del Regne Unit el 1992. Més tard aquell any, Almond va fer un espectacle únic al Royal Albert Hall de Londres, que va comptar amb una orquestra i ballarins mentre interpretava material de tota la seva carrera. L'espectacle va ser gravat i llançat com el CD i el vídeo 12 Years of Tears.
El 1993 Almond va fer una gira per Rússia (inclosa Sibèria) per invitació del cònsol britànic a Moscou. Només acompanyat per Martin Watkins al piano, va tocar en petites sales i teatres soviètics, sovint sense amplificació, i va acabar al "mini Bolshoi" de Moscou. Transmesa en directe per televisió Almond va fer una súplica per la tolerància amb les persones gais. La gira va estar plena de problemes, que Almond va detallar a la seva autobiografia, però va marcar l'inici de la seva història d'amor amb el gènere de cançons populars russes conegudes com a romanç.
El següent àlbum d'Almond, Fantastic Star, el va veure separar-se de WEA i signar amb Mercury Records. Gran part de Fantastic Star es va gravar originalment a Nova York amb Mike Thorne, però més tard després de signar amb Mercury, va ser reelaborat a Londres. Almond també va gravar una sessió per al disc amb John Cale, David Johanson i Chris Spedding; algunes peces formaren part del tall final. Altres cançons van ser produïdes per Mike Hedges i Martyn Ware. Al procés d'enregistrament desarticulat es va afegir el fet que durant la gravació, Almond també va passar diverses setmanes assistint a un centre de tractament de Canterbury per l'addicció als medicaments amb recepta. Tanmateix, en el seu llançament, Fantastic Star va donar a Almond un senzill d'èxit amb "Adored and Explored", i també èxits menors i favorits de l'escenari com "The Idol" i "Child Star". Fantastic Star va ser l'últim àlbum d'Almond amb un segell discogràfic important, i el període també va marcar el final de la seva relació de representat comercial amb Stevo Pearce.
Almond va signar amb Echo Records el 1998 amb un àlbum d'electrònica més deprimida i atmosfèrica, Open All Night. Això va comptar amb influències de R&B i trip hop, així com cançons d'amor no correspost per les quals s'havia fet conegut. L'àlbum comptava amb un duet ("Threat of Love") amb Siouxsie Sioux, un altre ("Almost Diamonds") amb Kelli Ali (llavors dels Sneaker Pimps). "Black Kiss", "Tragedy" i "My Love" van ser els senzills de l'àlbum Open All Night.

### Anys 2000
Almond es va traslladar l'any 2000 a Moscou on va llogar un apartament. Amb l'encoratjament i les connexions del productor executiu Misha Kucherenko, es va embarcar en un projecte d'enregistrament de tres anys de cançons romàntiques i populars russes, anomenat Heart on Snow. Amb moltes estrelles russes antigues i noves com Boris Grebenshchikov, Ilya Lagutenko de la banda russa Mumiy Troll, Lyudmila Zykina i Alla Bayanova i amb The Rossiya Folk Orchestra dirigida per Anatole Sobolev, era la primera vegada que un projecte d'aquest tipus s'havia dut a terme per un artista occidental, moltes de les cançons estimades de l'època soviètica es van cantar en anglès per primera vegada. L'àlbum va ser produït pel músic/arranjador Andrei Samsonov. Almond actuà moltes vegades a la famosa sala de concerts Rossiya, ara enderrocada, amb Lyudmila Zykina i Alla Bayanova, i amb la Rossiya Folk Orchestra.
El 2001, Soft Cell es va reunir breument i van llançar el seu primer àlbum nou en 18 anys, Cruelty Without Beauty. D'aquest àlbum van sortir dos senzills, "Monoculture" i una versió de "The Night" de Frankie Valli, que va donar lloc a una aparició en Top of the Pops per a la banda, la primera des de mitjans dels anys vuitanta.
En octubre de 2004 Almond patí un accident de motocicleta amb ferides greus, a prop de la Catedral de Saint Paul de Londres. A prop de la mort i en coma durant setmanes, va patir dos coàguls de sang enormes i va haver de ser operat d'urgència dues vegades. També va patir greus ferides al cap, múltiples trencaments i fractures, pneumotòrax i danys a l'audició. Va començar una lenta recuperació decidit a tornar als escenaris i a l'estudi.
El juny de 2007, Almond va llançar un àlbum de cançons versionades, Stardom Road. Escollit per explicar una història de la seva vida i carrera, l'àlbum va incloure cançons tan diverses com "I Have Lived" de Charles Aznavour, a "Stardom Road" de Third World War, "Strangers in the Night" de Frank Sinatra i "Kitsch" de Paul Ryan. L'àlbum va incloure la seva primera cançó nova des de l'accident de moto, "Redeem me (Beauty Will Redeem the World)". Stardom Road havia de ser un dels tres àlbums del segell Sanctuary, el segell discogràfic independent més gran del Regne Unit fins al 2007 quan es va trobar en dificultats financeres i es va vendre el juny de 2007 a Universal Music Group. El juliol de 2007, Almond va celebrar el seu 50è aniversari a l'escenari del Shepherd's Bush Empire de Londres i al setembre va actuar en un espectacle d'homenatge a Marc Bolan, el seu heroi adolescent. Al concert va fer duet amb la dona de Bolan, Gloria Jones, en una versió improvisada de "Tainted Love". L'octubre de 2007, la casa de moda Yves Saint Laurent va escollir "Strangers in the Night" d'Almond per representar la seua desfilada al Fashion Rocks de Londres. Almond va actuar per a l'esdeveniment al Royal Albert Hall.
El 2008 i el 2009, Almond va fer una gira amb Jools Holland per tot el Regne Unit i va ser convidat a espectacles de Current 93, Baby Dee i un espectacle d'homenatge a la difunta cantant de folk Sandy Denny al Festival Hall. L'octubre de 2009, Almond va llançar el seu segon àlbum de romances i cançons gitanes russes en un àlbum titulat Orpheus in Exile. L'àlbum era un homenatge al cantant rus Vadim Kozin, exiliat als gulags del cercle polar àrtic. L'àlbum va ser produït per Alexei Fedorov i compta amb una orquestra organitzada per Anatole Sobolev.

### Dècada 2010
Al juny de 2010, Almond va llançar Varieté, el seu primer àlbum d'estudi de material escrit des de Stranger Things el 2001. L'àlbum marca el 30è aniversari d'Almond com a artista discogràfic, fet que va celebrar amb una nova gira de concerts a la tardor de 2010. També a l'estiu de 2010 Almond va ser nomenat Mojo Hero, un premi atorgat per la revista musical Mojo. El premi va ser lliurat a Almond per Anohni que va volar des de Nova York per a l'ocasió.
El 2011, Almond va llançar l'àlbum Feasting with Panthers, una col·laboració amb el músic i arranjador Michael Cashmore. Va incloure poesia musicada, incloent els poemes del comte Eric Stenbock, Jean Genet, Jean Cocteau, Paul Verlaine i Rimbaud. Més tard, el mateix any, Almond va participar en una obra de música i teatre Ten Plagues, celebrada al Traverse Theatre d'Edimburg, com a part del Festival Fringe d'Edimburg de 2011, de l'1 al 28 d'agost de 2011. Ten Plagues és un cicle de cançons d'un sol home basat en el Journal of the Plague Year de Daniel Defoe (que data de 1722), amb metàfores de la sida i les epidèmies. Va ser escrit per a ell per Mark Ravenhill i Conor Mitchell.
El 2012, Almond va fer el paper del filòsof estoic romà Sèneca a l'adaptació rock experimental de Popea del Théâtre du Châtelet de París, basada en l'òpera original de Monteverdi, La coronació de Popea, del segle XVII. La producció també va comptar amb l'ex membre dels Libertines Carl Barât, el cantautor francès Benjamin Biolay, la cantant sueca Fredrika Stahl i va ser dirigida per l'ex bateria de Clash Peter Howard. Més tard aquell any, el 9 d'agost de 2012, Almond va actuar al Meltdown Festival al Southbank Centre de Londres, reformant Marc and the Mambas per interpretar el seu segon àlbum Torment and Toreros en directe per primera vegada. Anohni, música convidada aquell any per dirigir el festival, ha afirmat que Torment and Toreros va ser el seu àlbum favorit durant la seva adolescència i que es va convertir en el punt de partida d'Antony and the Johnsons. Anohni joined the band on stage for one song, singing "My Little Book of Sorrows" with Almond. Anohni es va unir a la banda a l'escenari per a una cançó, cantant "My Little Book of Sorrows" amb Almond.
El 2013, Almond va reviure l'espectacle Ten Plagues i el va interpretar durant un mes al Wilton's Music Hall de Londres. També va actuar amb Ian Anderson de Jethro Tull a l'escenari interpretant l'àlbum conceptual de Tull "Thick as a Brick" al Royal Albert Hall. Aquell any, Almond també va rebre l'Ivor Novello Inspiration Award que li va ser entregat per l'amic i co-gerent Vicki Wickham, i també va rebre l'Icon Award d'Attitude.
Almond publicà tres àlbums al llarg del 2014. El primer va ser The Tyburn Tree amb el compositor John Harle, un àlbum conceptual sobre la fosca Londres històrica. Va ser seguit per l'àlbum The Dancing Marquis, realitzat amb diversos col·laboradors com Jarvis Cocker, Carl Barât i Jools Holland, amb la producció de Tony Visconti en alguns temes. Al remat, Almond llançà un enregistrament en estudi de la música del seu xou de 201, Ten Plagues - A Song Cycle.
El 2015 hom llançà The Velvet Trail, un àlbum de material original produït per Chris Braide. Durant aquell any Almond estava treballant en un cicle de cançons que acompanyarien les imatges de l'espectacle multimèdia À rebours (traduït a l'anglès com Against Nature) de Joris-Karl Huysmans. La partitura d'aquest projecte ha estat escrita per Othon Mataragas amb paraules del col·laborador de Feasting with Panthers Jeremy Reed. Reed afirma que ha escrit 15 cançons per al projecte comentant que Against Nature "encara és probablement un dels llibres més decadents que s'ha escrit mai" i que Almond sempre havia volgut interpretar-lo, afirmant que "ara que tots dos som estetes cansats podríem fer-ho".
El 2016, Marc Almond va signar el seu primer acord amb un segell important durant 20 anys, signant un acord de dos àlbums amb BMG Rights Management. En 2017, l'àlbum de recull Hits and Pieces / The Best of Soft Cell & Marc Almond, entrà fins al setè lloc en l'Album Chart del Regne Unit. En setembre de 2017 l'àlbum Shadows & Reflections fou lliurat aconseguint el número catorze del la llista UK Chart.

### Anys 2020
El següent àlbum en solitari d'Almond, Chaos and a Dancing Star, també escrit amb Braide, es va publicar el gener de 2020. Ian Anderson canta i toca la flauta a l'àlbum. Durant els confinaments de la COVID-19, Almond i David Ball van escriure un nou àlbum de Soft Cell, que es va publicar el 6 de maig de 2022. L'àlbum contenia 12 cançons noves, inclosa una col·laboració amb els Pet Shop Boys al tema Purple Zone.
El maig de 2022, Almond va fer un espectacle de la Bauhaus al Barbican Center amb el seu col·laborador a llarg termini John Harle.